# Marcopolo
Marcopolo (B3: POMO3, POMO4) é uma empresa multinacional brasileira fabricante de carrocerias de ônibus, com sede em Caxias do Sul, no estado do Rio Grande do Sul, Brasil.
Responsável por quase metade da produção nacional, é a maior encarroçadora da América Latina e terceira maior do planeta.
Possui mais de 10 fábricas espalhadas em todo mundo e seus ônibus estão presentes em mais de 140 países. Conta com fábricas nos continentes americano, africano e asiático.

## História
Em 6 de agosto de 1949, os irmãos Nicola - Dorval Antônio, Nelson, João e Doracy Luiz - abriram as portas da Nicola & Cia, uma pequena oficina de chapeação e pintura de cabines de caminhões. Ainda em 1949, a empresa produziu seu
primeiro ônibus. A carroceria era feita de madeira, sobre uma estrutura de alumínio, que levou três meses para ficar pronta, já que foi toda montada de forma manual. O veículo deu origem a uma série, produzida a pedido da Transporte Pérola. Em 1952, foi produzida a primeira carroceria metálica e, em seguida, os primeiros chassis fabricados no Brasil.
Poucos anos depois, o pavilhão de dois andares e 290 m² já não suportava mais o aumento da demanda de produção. Na primeira década de vida, foram produzidos cerca de 600 unidades. Em 1957, os irmãos Nicola começaram a erguer a segunda sede, com 3.100 m², no recém loteado bairro Planalto. O terreno foi cedido pelo dono da área com o objetivo de incentivar a ocupação da região. Próximo do fim da construção, a liquidez da empresa acabou. Para não paralisar a linha de produção, a Nicola & Cia abriu o capital e formou uma sociedade anônima.
A década de 1960 foi muito importante para a empresa. Nos primeiros anos iniciaram as exportações para o Uruguai. Em 1968, a Nicola apresentou o primeiro ônibus monobloco do país, montado sobre a plataforma do Mercedes-Benz O.326. O possante ônibus - o motor possuía 200 HP - marcaria para sempre a história da fábrica. Nas versões rodoviário, rodoviário com toalete e carro leito, o ônibus foi batizado de Marcopolo, em homenagem ao famoso viajante veneziano. O sucesso foi tão grande que o nome virou razão social da companhia. Em 1969, a empresa adquiriu a Carrocerias Eliziário, de Porto Alegre. Em 1971, passou a denominar-se Marcopolo S.A. Carrocerias e Ônibus. Em 1992, mudou sua denominação para Marcopolo S.A.
Os anos 70, foram de forte crescimento. Com a crise do petróleo, o governo fez apelo para que as pessoas usassem mais ônibus. A grande demanda turbinou a empresa. Os novos ônibus vieram com novidades, como o motor dianteiro, o teto reto, as janelas maiores (linha Veneza), além do micro-ônibus e do chassi tubular. Veio também a necessidade de ampliação da fábrica. Em 1978, a Marcopolo apresentava um dos primeiros articulados rodoviários brasileiros (modelo III com motor dianteiro de eixo avançado e central), que ficou em produção por quatro anos. Em 20 de fevereiro de 1981, foi inaugurada a atual unidade fabril, construída em Ana Rech, distrito de Caxias do Sul, em uma área de 223.832 m².
Em março de 1983, com o slogan de lançamento Sistema Tecnológico de Transportes, as novas carrocerias de ônibus, tanto para o segmento rodoviário quanto para o urbano, foram apresentadas. É lançada a nova linha de produtos, que inclui os modelos Torino, Viaggio e, no inicio do ano seguinte, o Paradiso. O primeiro foi lançado para substituir a linha Veneza II (de 1974) e era quase idêntico ao modelo Sanremo II, sendo um dos modelos inspirados no Projeto Padron, iniciado em 1978 e que incluia também o modelo Sanremo. O Viaggio era basicamente o aperfeiçoamento do modelo III, mantendo portanto as mesmas características, pois até os sistemas dos faróis dianteiros tinha a mesma disposição, posicionado no para-choque, com dois bojos de faróis de cada lado. Já o último era uma novidade por ser o primeiro Hi-Deck (HD) da empresa, provavelmente inspirado no Nielson Diplomata 380, que tinha altura e design similares. O modelo foi e é produzido em diferentes versões (alturas) e teve reformulações ao longo do tempo.
Em maio de 1988, foi criada a Fundação Marcopolo, objetivando a melhora na qualidade de vida dos funcionários da empresa e seus familiares, como também para colaborar no desenvolvimento social de crianças e adolescentes, nas regiões onde a companhia atua.
Em 1992, foi lançada a geração 5 ou V (GV), em 1994, o modelo Low driver (LD), que consiste em um habitáculo do motorista abaixo do salão dos passageiros. Em 1995, o modelo Double decker (DD), que tem um salão maior no segundo andar e menor no primeiro, integrado com o habitáculo do motorista. Com propostas quase inéditas no mercado nacional.
Em julho de 1994, adquiriu 49% da Ciferal. Com isso a Marcopolo passou a fabricar seus produtos também no Rio de Janeiro, no mesmo ano a empresa completa 50 anos e cria a sua subsidiária no México, a Polomex. Em março de 2001, a Marcopolo passa a deter 100% da Ciferal e transforma a fábrica de Xerém numa segunda unidade de produção de ônibus da Marcopolo.
Entre 1996 e 1997, a empresa recebe o certificado ISO 9002 e ISO 9001, respectivamente. Em 1998, é criada a Volare, empresa especializada na produção de micro-ônibus. No mesmo ano, é lançada o modelo de ônibus urbano pesado, denominado Viale, que se tornou um dos maiores sucessos de vendas da empresa.
Em julho de 2007, a Marcopolo se associa com a maior fabricante de espumas de Poliuretanos moldados do mundo, a Woodbridge Foam Corporation, fundando assim a WSul Espumas. Iniciou-se então a fabricação das próprias espumas de Poliuretano para 100% dos assentos de seus carros. Em 2010, lança a Geração 7, G7, que passou a ser um marco mundial na qualidade e conforto de seus assentos. 
Em dezembro de 2011, a Marcopolo adquiriu 75% da australiana Volgren por US$ 53 milhões. Em 2017, passou a deter 100% do controle da empresa.
Em novembro de 2015, a Marcopolo assumiu o controle da concorrente Neobus, que detinha 12% de participação no mercado.
Em 2019, o Grupo Marcopolo anunciou a criação da Marcopolo Rail, fabricante de trens, apresentando projetos para people mover, VLT e teleférico.

## Fabricação
Segundo a Fundação Dom Cabral, a Marcopolo é a 10ª empresa mais internacionalizada do Brasil. Possui unidades fabris na América do Sul, América do Norte, África e Ásia:

### Fábricas na América do Sul

#### Argentina
- Metalpar Argentina S.A., Loma Hermosa

#### Brasil
- Marcopolo, Unidade Ana Rech, Caxias do Sul, Rio Grande do Sul
- Marcopolo San Marino, Caxias do Sul, Rio Grande do Sul
- Volare Veículos, Unidade São Mateus, Espírito Santo
- Marcopolo, Unidade Contagem (Minas Gerais)

#### Colômbia
- Superpolo S.A, Cota, Cundinamarca

### Fábrica na América do Norte

#### México
- Polomex S.A., Monterrey

### Fábricas na Ásia e África

#### África do Sul
- Marcopolo South Africa, Johannesburgo

#### China
- Marcopolo Auto Components CO. LTD. ChangZhou New Distrct, ChangZhou City, JiangSu province

### Fábrica na Oceania

#### Austrália
- Volgren - Perth, 47 Beringarra Avenue Malaga WA 6090
- Volgren - Melbourne, 21-243 Hammond Road Dandenong VIC 3175
- Volgren - Brisbane, 20 Amy Johnson Place Eagle Farm QLD 4009

## Linha de produtos atuais
A linha da Marcopolo, que atua no mercado com marcas próprias, como Marcopolo e Neobus, além da marca Volare, em parceria com a Agrale com a qual atua na produção de ônibus de pequeno porte, está atualmente na oitava geração lançada em 2021. 
A linha New G7, lançada em 2018, seguirá em produção pois tem um bom índice de vendas. E o Viaggio G7 segue sendo vendido tendo 14 anos de mercado. Produzido desde 2009, é um dos modelos mais longevos da história da encarroçadora.

### Rodoviários

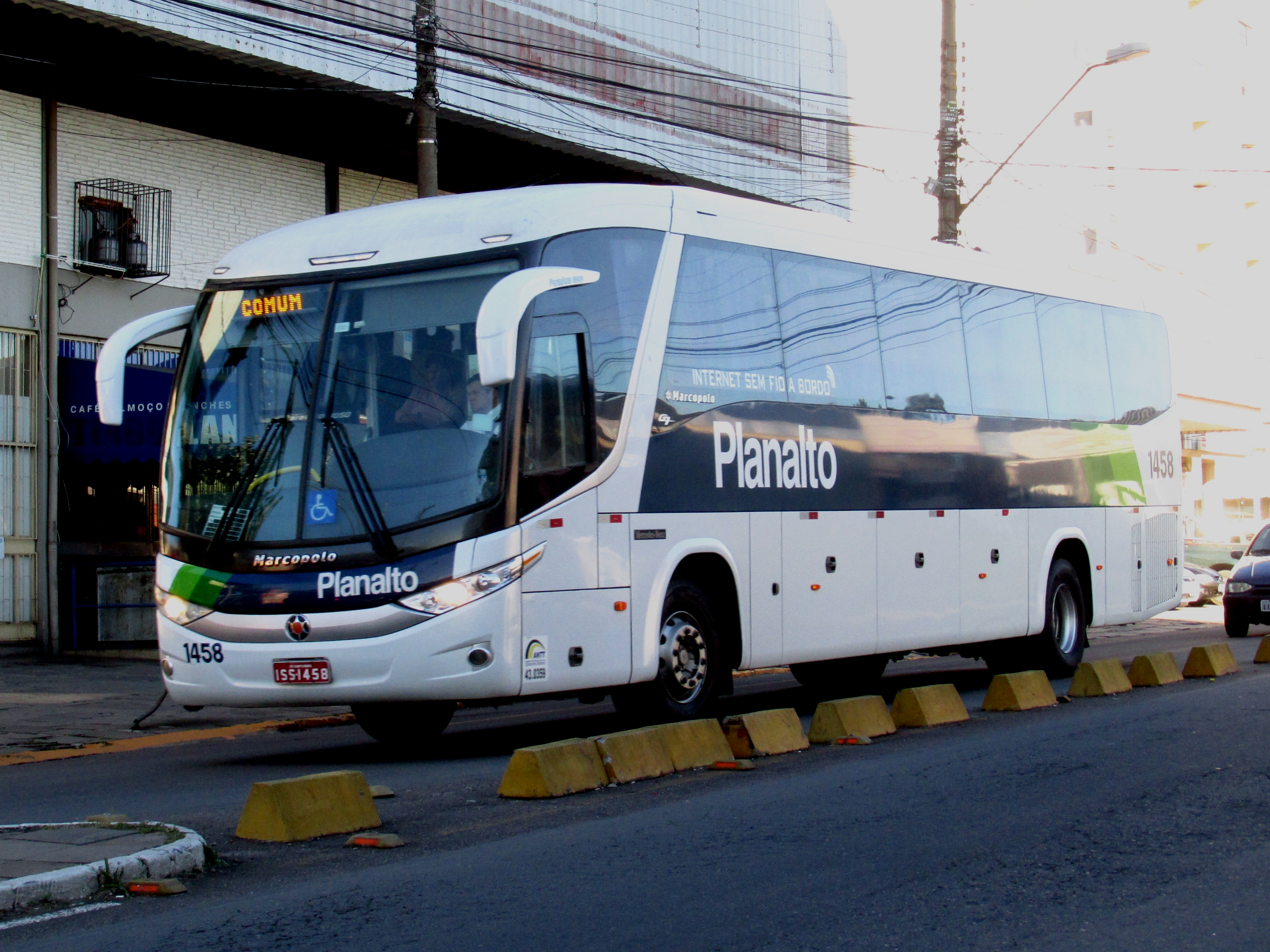
Paradiso G7 1050, o menor da linha Paradiso G7.

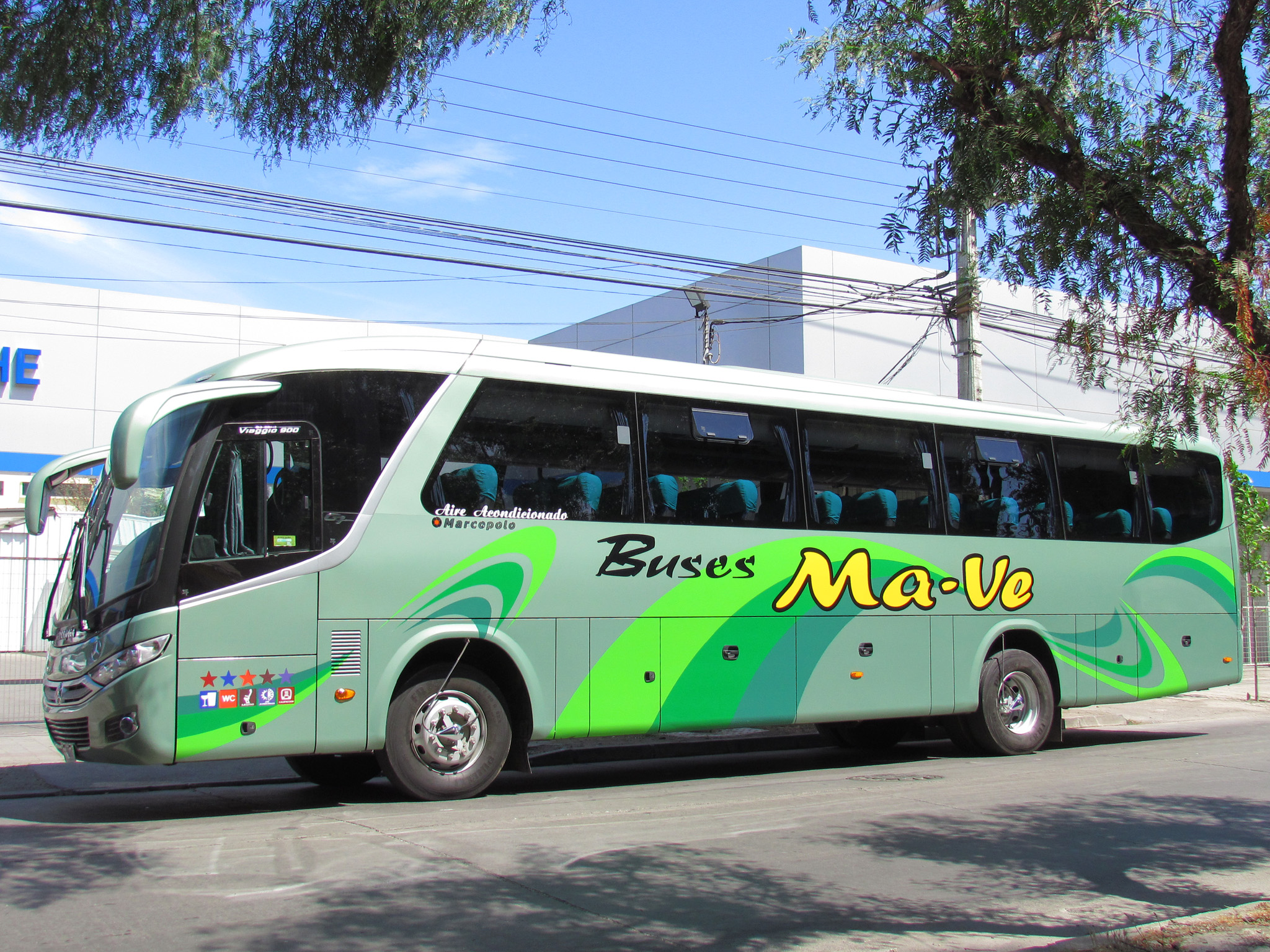
Viaggio G7 900, atual modelo rodoviário de entrada da marca.

- Paradiso New G7 1050 (2018 - atualmente)
- Paradiso New G7 1200 (2018 - atualmente)
- Paradiso New G7 1600 LD (2018 - atualmente)
- Paradiso New G7 1800 DD (2018 - atualmente)
- Paradiso G8 1050 (2021 - atualmente)[30]
- Paradiso G8 1200 (2021 - atualmente)
- Paradiso G8 1350 (2021 - atualmente)
- Paradiso G8 1600 LD (2021 - atualmente)
- Paradiso G8 1800 DD (2021 - atualmente)
- Viaggio G7 900 (2009 - atualmente) [oferecido com motor dianteiro e traseiro]
- Viaggio G7 1050 (2009 - atualmente) [oferecido com motor dianteiro e traseiro]
- Viaggio G8 800 (2021 - atualmente) [oferecido com motor dianteiro e traseiro]
- Viaggio G8 1050 (2024 - atualmente)

### Intermunicipais

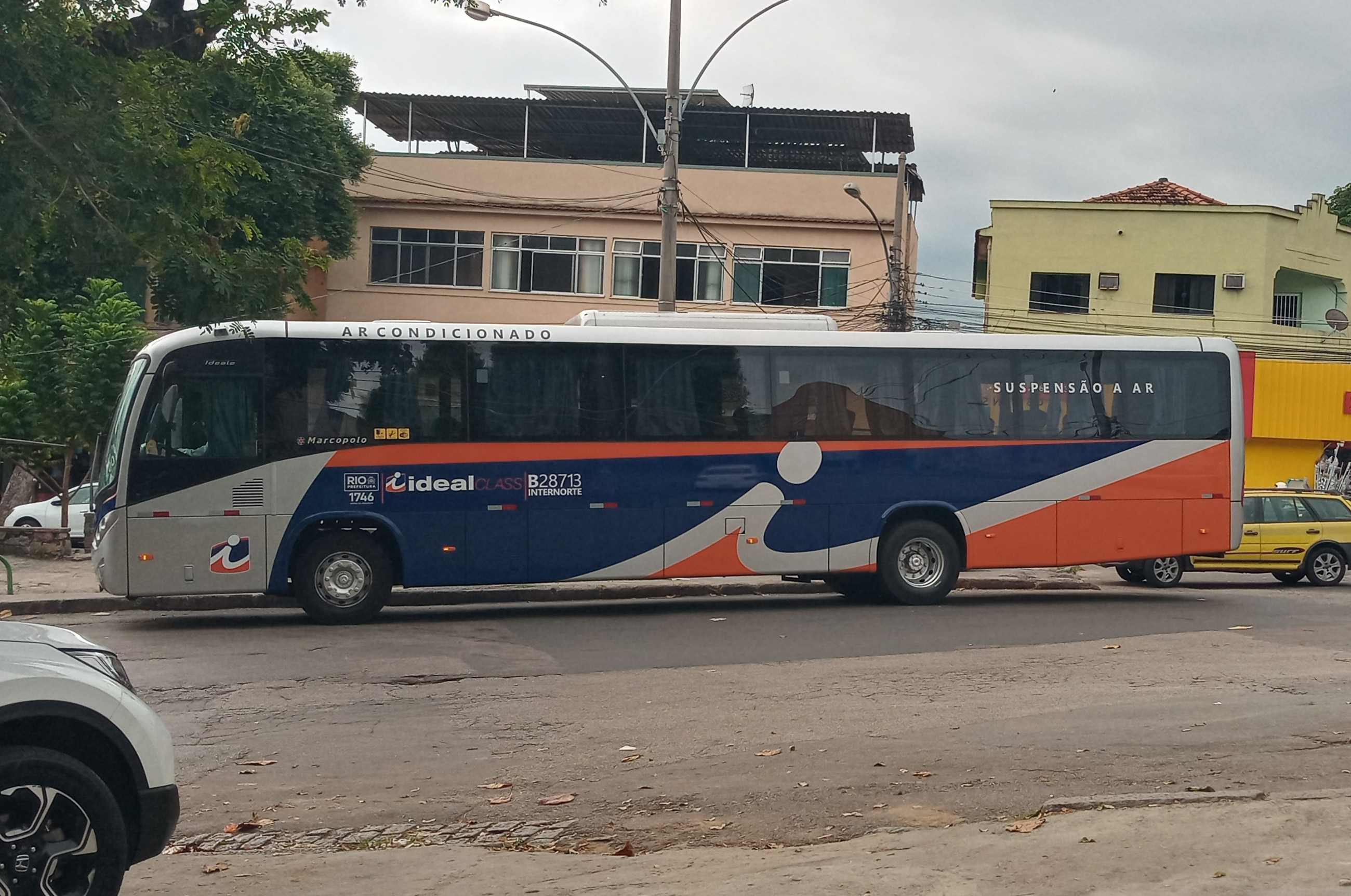
Marcopolo Ideale

- Ideale 800 (2018 - atualmente)
- Ideale 800 MT (2018 - atualmente)
- Ideale 600 (2018 - atualmente)

### Urbanos
- Torino 2014 (2013 - atualmente)

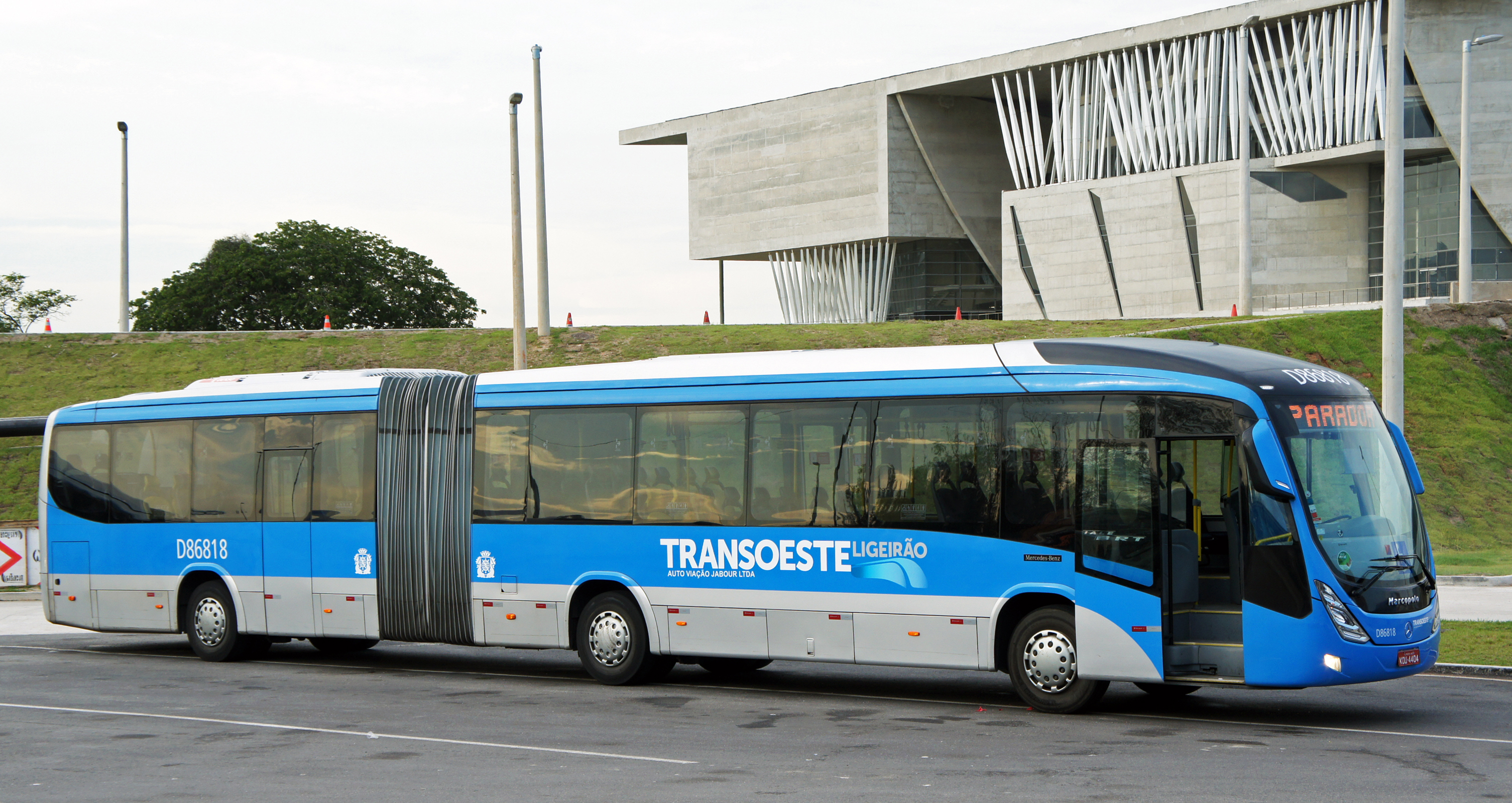
Viale BRT articulado, um dos modelos urbanos modernos da marca.

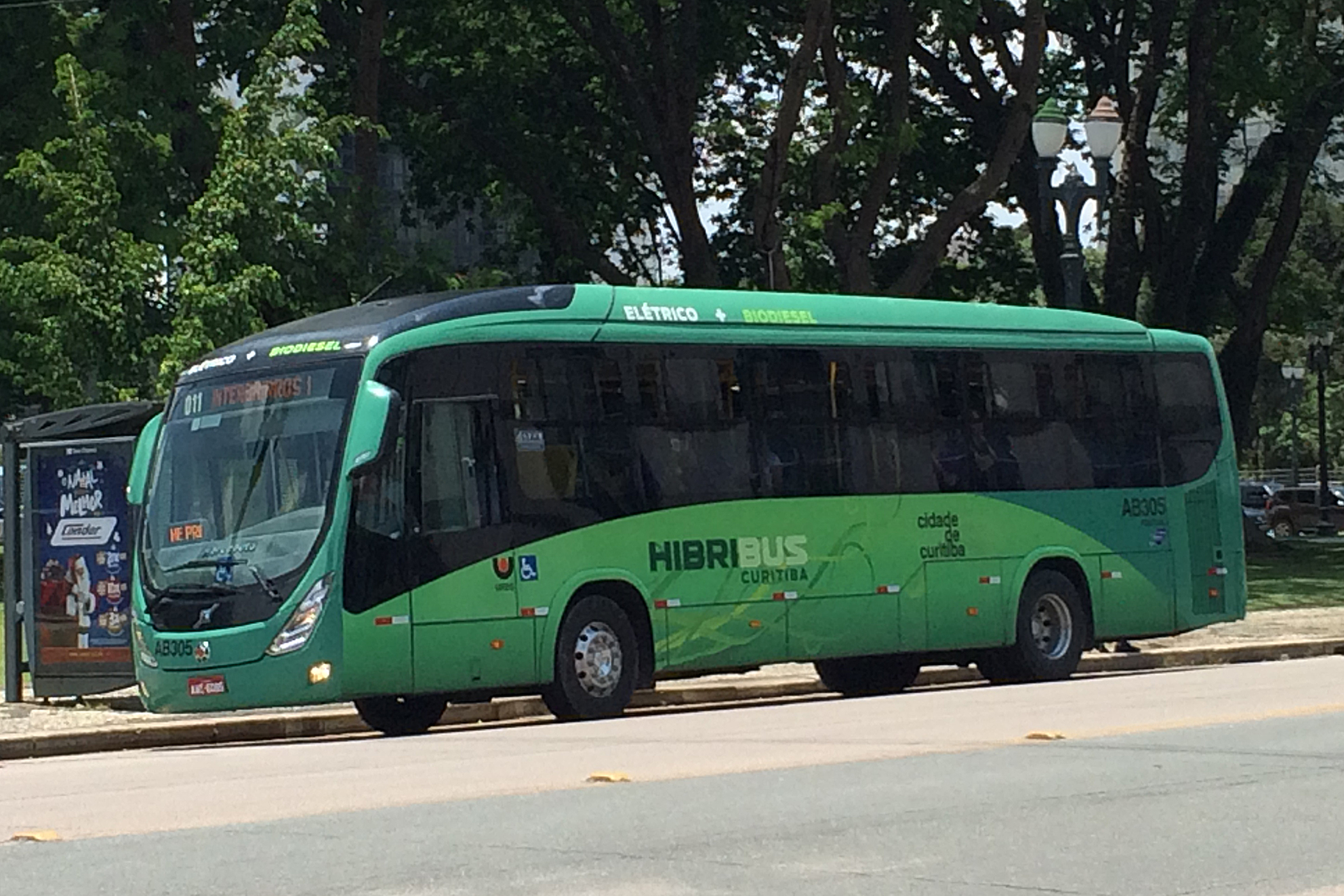
Viale BRT híbrido, movido a biodiesel e eletricidade.

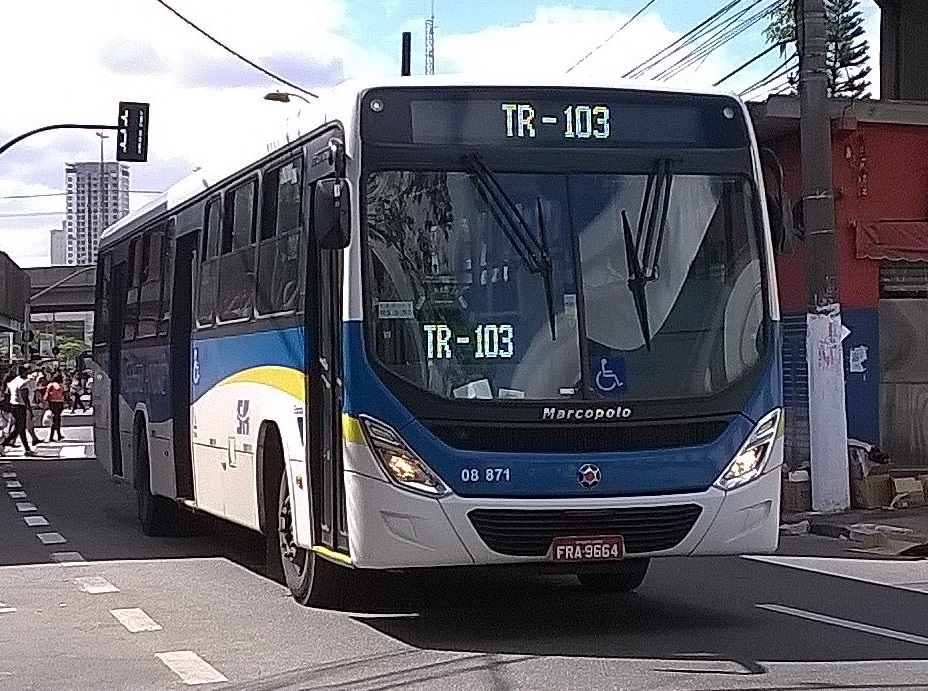
Marcopolo Torino 2014.

- Torino 2014 Express (2014 - atualmente)
- Torino 2014 Low-Entry (2015 - atualmente)
- Attivi (2022 - atualmente)
- Attivi Express (2022 - atualmente)
- Torino S (2017 - atualmente)[31]
- Viale BRS (2013 - atualmente)
- Viale BRT (2012 - atualmente)
- Viale DD Sunny 2003 (2003 - atualmente)
- Viale DD Sunny 2013 (2013 - atualmente)

### Midis e micros

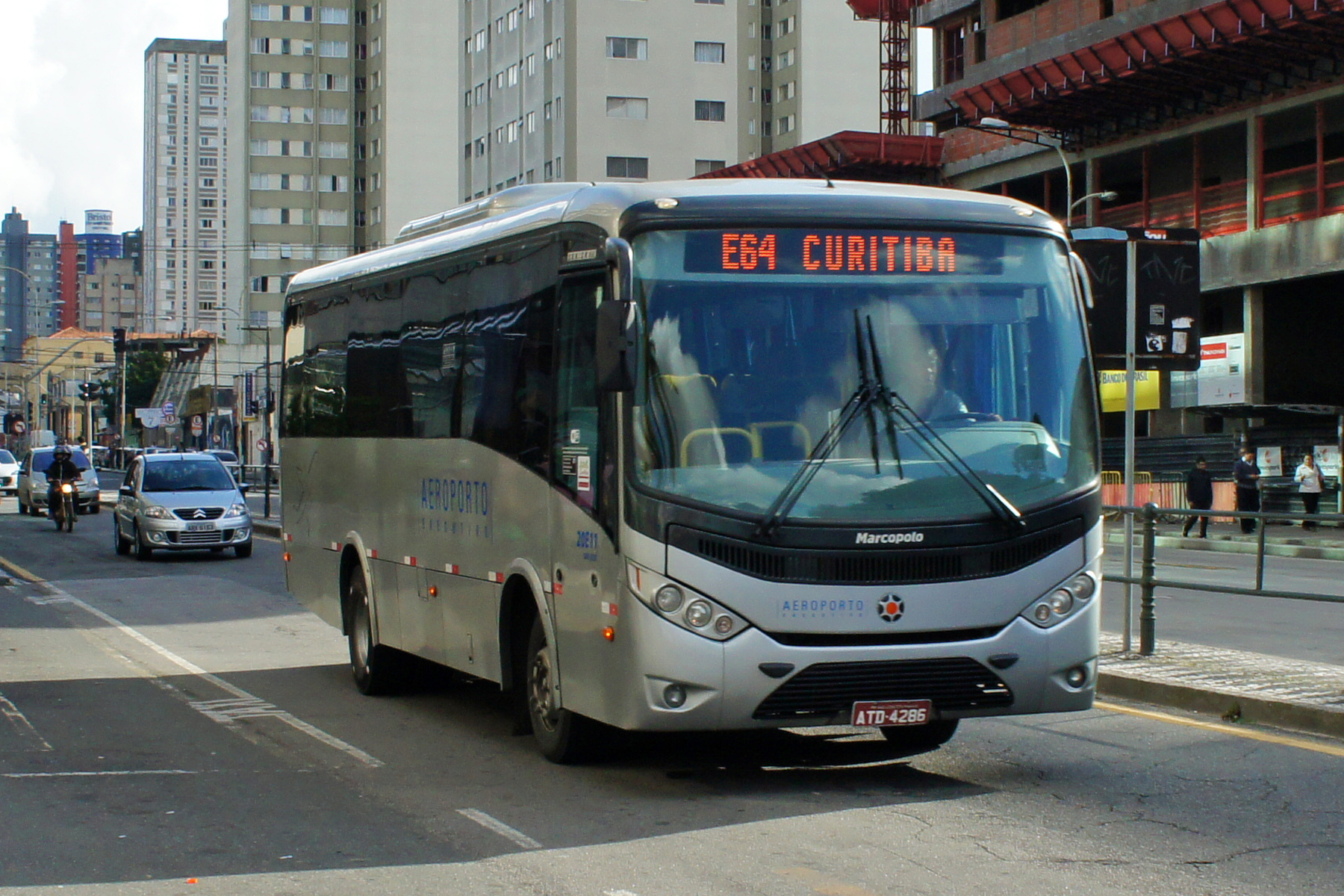
Marcopolo Senior Midi.

- New Senior rodoviário (2018 - atualmente)
- Senior Midi urbano, escolar e rural (2005 - atualmente)
- New Senior urbano (2018 - atualmente)

## Modelos Antigos

### Micros antigos
- Fratello (1998-2004)
- Fratello XL (2004-2006)
- Invel (1980-1982)
- Junior (1972-1975)
- Listo (2001-2005)
- Senior 1983 (1983-1989)
- Senior 1989 (1988-1995)
- Senior GV (1995-2000)
- Senior 2000 (2000-2005)
- Senior 2005 (2005-2018)
- Temple (2001-2005)
- Vicino (2001-2006)
- Vicino Escolarbus (2001-2008)
- Volare A5 (1999-2002)
- Volare A6 (1999-2005)
- Volare A8 (1999-2010)

### Urbanos antigos
- San Remo (1974-1981)
- San Remo Expresso (1974-1981)
- San Remo ST (1978)

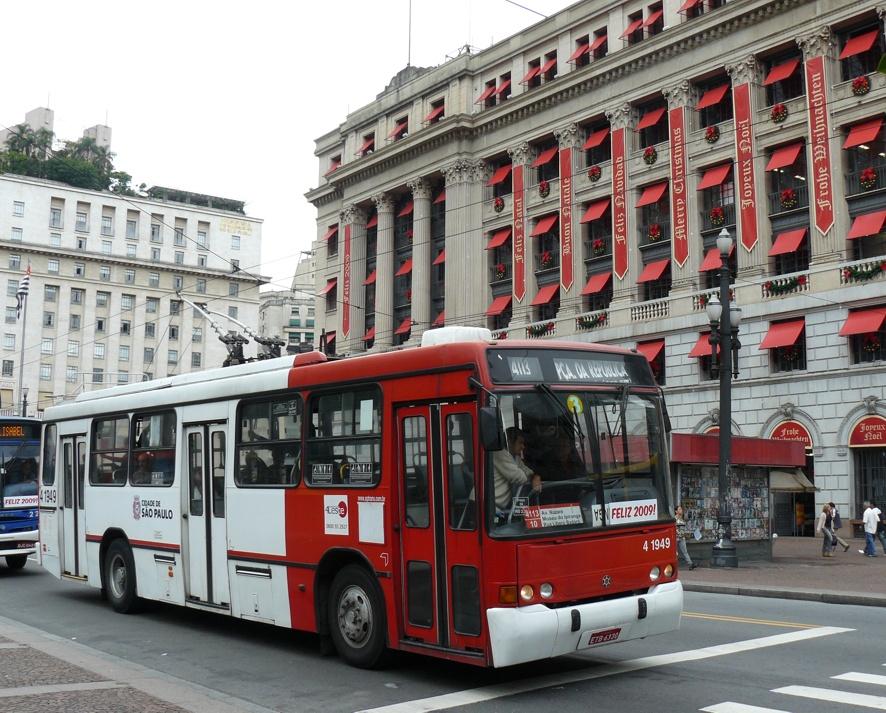
Marcopolo Torino GV movido a eletricidade, circulando no sistema de Trólebus Municipal da Cidade de São Paulo, Brasil, em 2009.

- San Remo II (1977-1985) [1984 e 1985 exportação]
- Torino 1983 (1983-1989)
- Torino 1989 (1988-1994)
- Torino GV (1994-1999)
- Torino 1999 (1998-2006)
- Torino 2007 (2007-2015)
- Veneza (1970-1977)
- Veneza Expresso (1974-1981)
- Veneza II (1977-1983)
- VLP 200 [Protótipo do Veiculo Leve Sobre Pneus, o "Fura-Fila", produzido para o sistema de VLP da cidade de São Paulo - SP] (1998)
- Viale (1998-2013)
- Gran Viale (2004-2014)

### Intermunicipais antigos
- Allegro (1993-1995)
- Allegro GV (1996-1999)
- Allegro 1999 (1999-2007)
- Andare (1998-2000)
- Andare Class (2000-2014)
- Nicola Intermunicipal (1954-1963)
- San Remo Intermunicipal (1979-1983)
- Torino G3 Intermunicipal (1983-1989)
- Torino G4 Intermunicipal (1989-1993)
- Ideale 770 (2005 - 2018)
- Ideale 770 MT (2005 - 2018)
- Audace (2012 - 2021)
- Audace 1050 HK (2013 - 2021)

### Rodoviários antigos
- Nicola
  - Magirus (1949-1950)
  - Bertioga (1968-1972)
  - Nicola Marcopolo (1968-1971)
  - Nicola Marcopolo II (1971)
- Marcopolo I (1971-1972)
- Marcopolo II (1971-1977)
- Marcopolo III
  - III (1974-1985) [1984 e 1985 exportação]
  - III Articulado (1977-1981)
  - III SE (1977-1985) [1984 e 1985 exportação]
  - III SE Articulado (1977-1981)
- G4
  - Viaggio G4 800 (1983-1992) [os ultimos sairam como 1992/1993]
  - Viaggio G4 950 (1983-1992) [os ultimos sairam como 1992/1993]
  - Viaggio G4 1100 (1983-1992) [os ultimos sairam como 1992/1993]
  - Viaggio G4 Strada (1983-1992) [os ultimos sairam como 1992/1993]
  - Paradiso G4 1150 (1991-1992) [os ultimos sairam como 1992/1993]
  - Paradiso G4 1400 (1984-1992) [os ultimos sairam como 1992/1993]
- GV
  - Viaggio GV 850 (1992-2000)
  - Viaggio GV 1000 (1992-2000)
  - Viaggio GV 1150 (1992-1998)
  - Paradiso GV 1150 (1992-2000)
  - Paradiso GV 1150 HD (1999-2000)
  - Paradiso GV 1450 (1992-2000)
  - Paradiso GV 1450 LD (1994-2000)
  - Paradiso GV 1800 DD (1995-2000)
- G6
  - Viaggio G6 1050 (2000-2011)
  - Paradiso G6 Turis (2001)
  - Paradiso G6 1200 (2000-2011)
  - Paradiso G6 1200 HD (2000-2011)
  - Paradiso G6 1350 (2000-2011)
  - Paradiso G6 1550 LD (2000-2011)
  - Paradiso G6 1800 DD (2001-2011)
- G7
  - Paradiso G7 1050 (2009 - 2018)
  - Paradiso G7 1200 (2009 - 2018)
  - Paradiso G7 1350 (2015 - 2018)
  - Paradiso G7 1600 LD (2011 - 2018)
  - Paradiso G7 1800 DD (2011 - 2018)

## Esportes
A empresa Marcopolo patrocina os clubes de futebol da cidade de Caxias do Sul.[carece de fontes?]
- Caxias
- Juventude

## Linha G8 da Marcopolo
Em 21 de julho de 2021, a Marcopolo lançou a oitava geração dos modelos Viaggio e Paradiso. A primeira empresa de ônibus a comprar unidades da linha G8, segundo o portal Diário dos Transportes, foi a Viação Águia Branca.